# Koos de Jong
Koos de Jong, pseudonimo di Jacobus Hermanus Hendrik Jan de Jong (Rotterdam, 7 aprile 1912 – Capelle aan den IJssel, 20 agosto 1993), è stato un velista olandese.

## Biografia
Ha rappresentato i Paesi Bassi in due edizioni dei Giochi Olimpici:
- Londra 1948, bronzo nella classe Firefly
- Helsinki 1952, 4º nella classe Finn